# Келпіни (Торунський повіт)
Келпіни (пол. Kiełpiny, нім. Kelpin) — село в Польщі, у гміні Черніково Торунського повіту Куявсько-Поморського воєводства.
Населення — 371 особа (2011).
У 1975-1998 роках село належало до Влоцлавського воєводства.

## Демографія
Демографічна структура станом на 31 березня 2011 року:
|          | Загалом | Допрацездатний вік | Працездатний вік | Постпрацездатний вік |
| -------- | ------- | ------------------ | ---------------- | -------------------- |
| Чоловіки | 186     | 43                 | 129              | 14                   |
| Жінки    | 185     | 46                 | 107              | 32                   |
| Разом    | 371     | 89                 | 236              | 46                   |